# Кальное (Зборовская городская община)
Кальное (укр. Кальне) — село в Зборовской городской общине Тернопольского района Тернопольской области Украины.
Код КОАТУУ — 6122684501. Население по переписи 2001 года составляло 537 человек.
До 2020 года входило в Зборовский район.

## Географическое положение
Село Кальное находится на берегу реки Зварыч,
выше по течению на расстоянии в 1,5 км расположено село Годов,
ниже по течению на расстоянии в 0,5 км расположен посёлок городского типа Поморяны.

## История
- 1492 год — дата основания.

## Объекты социальной сферы
- Школа I—II ст.
- Клуб.
- Фельдшерско-акушерский пункт.

## Достопримечательности
- Братская могила советских воинов.